# استاكوزا (فلم)
استاكوزا هو فيلم مصري كوميدي مقتبس عن مسرحية ترويض النمرة لويليام شكسبير. الفيلم من بطولة أحمد زكي، رغدة وممدوح وافي ومن إخراج إيناس الدغيدي. تم عرضه لأول مرة في 20 فبراير 1996.

## القصة
تدور الأحداث عن مهندس شاب (أحمد زكى) تقابله فتاة مدللة متمردة (رغدة) تربيها عمتها (أمينة رزق) ويكون أحمد هو مهندس ديكور فيلا رغدة التي تريد عمتها زواجها من ابن عمها حسين الإمام رغما عنهما حفاظا علي الميراث وتحدث مشاجرات بين أحمد ورغدة تتطور إلى أحداث عاهة مستديمة من رغدة لأحمد وتضطر إلى زواجها منه بدلا من دخول السجن ويتطور الفيلم في المشاجرات الكوميدية إلى النهاية السعيدة بسعادة أحمد ورغدة في زواجهم وزواج دنيا خطيبة أحمد سابقا من ممدوح وافي.

## وصلات خارجية
- إستاكوزا على موقع IMDb (الإنجليزية)
- إستاكوزا على موقع قاعدة بيانات الأفلام العربية
- إستاكوزا على موقع قاعدة بيانات الفيلم (الإنجليزية)
- إستاكوزا على موقع ليتربوكسد (الإنجليزية)
- إستاكوزا على موقع كينوبويسك (الروسية)